# Alexandre Fayollat
Armand Alexandre Fayollat (né le 6 mars 1889 à Grenoble et mort le 12 avril 1957 dans le 14e arrondissement de Paris) est un athlète français spécialiste du demi-fond. Il était affilié au SC Vaugirard.

## Biographie

### Palmarès
| Date | Compétition                    | Lieu     | Résultat | Épreuve             | Performance |
| ---- | ------------------------------ | -------- | -------- | ------------------- | ----------- |
| 1908 | Championnat de France de cross | Colombes | 2e       | Cross-country       |             |
| 1908 | Jeux olympiques d'été          | Londres  | 3e       | 3 miles par équipes | 32 points   |